# Жуков, Павел Семёнович
Па́вел Семёнович Жу́ков (1870, Симбирск — 9 февраля 1942, Ленинград) — российский и советский фотограф, мастер портретной и репортажной фотографии. Автор фотопортретов деятелей искусства и политики, использующихся для иллюстрирования учебников.

## Биография и творчество

### Дореволюционный период
Родился в 1870 году в Симбирске в семье сапожника, где было 19 детей — 18 сыновей и дочь. Учился в Симбирской мужской гимназии, в 1882 году был награждён похвальным листом «за благонравие и отличные успехи», подписанным отцом товарища по детским играм И. Н. Ульяновым.
Был отправлен в Петербург, жил и воспитывался у тётки, бывшей замужем за фотографом К. А. Шапиро, в его художественном фотосалоне на Невском проспекте, в доме римско-католической церкви получил первые уроки фотоискусства. Обучение продолжалось недолго по причине расставания супругов Шапиро.
По одним сведениям, Жуков окончил Петербургскую консерваторию по классу флейты, выдержал конкурс в Мариинский театр, не получив места, гастролировал с труппой Итальянской оперы; по другим — окончил Петербургское училище поощрения художеств и Римскую академию художеств.
Впоследствии снова обратился к фотографии. В 1903 году открыл портретное фотоателье на Стремянной улице, 1/6. К тому времени переехавший на угол Невского проспекта и Морской улицы, 18/12 фотосалон умершего в 1900 году Шапиро перешёл к его сыну Владимиру Константиновичу, который вскоре пригласил Жукова в компаньоны. В 1906 году Жуков выкупил фотоателье у сына фотографа, сохранив его имя на вывеске и паспарту фотографий.
Среди посетителей ателье Жукова были люди искусства, в числе которых М. Горький, А. Блок, В. Маяковский, С. Есенин, А. Дункан, А. А. Горский, А. Павлова, И. И. Бродский, А. А. Рылов, А. К. Глазунов и другие, а также генералы, министры, фабриканты, известные горожане. Жуковым выполнены фотопортреты Л. Н. Толстого, А. П. Чехова, А. И. Куприна, П. И. Чайковского, А. Г. Рубинштейна, С. П. Боткина, И. М. Сеченова.
Жуков владел ателье до 1918 года.

### Советские годы
С первых дней революции Жуков стал сотрудничать с новой властью, работал в фото-кино-бюро Петроградского военного округа. В 1920 году был назначен главным фотографом политуправления округа. Ездил по фронтам Гражданской войны, снимал военные события, красноармейцев, командиров и политработников Красной армии.
В том же году был направлен в Москву для съёмки советских государственных деятелей и военачальников. Им выполнены портреты С. М. Будённого, К. Е. Ворошилова, М. В. Фрунзе, В. К. Блюхера, И. С. Уншлихта, А. В. Луначарского, Г. В. Чичерина, М. И. Калинина и др. Наиболее известен сделанный им в 1920 году фотопортрет В. И. Ленина (с которым, согласно ряду источников, Жуков был знаком ещё по Симбирску).
В 1923 году Жуков совместно с фотографом Я. В. Штейнбергом стал учредителем ленинградского Общества деятелей художественной и технической фотографии.
В 1924 году фотопортреты Ленина и серия портретов государственных деятелей и военачальников Красной Армии работы Жукова экспонировались на выставке Общества деятелей художественной и технической фотографии в Ленинграде.
В 1926 году был демобилизован по ранению, вернулся в Ленинград. Работал фотографом-художником, занимался общественной деятельностью и преподавательской работой — руководил кружком художественной печати, читал лекции по «художественной светописи». В годы первых советских пятилеток Жуков делал фоторепортажи о производственной жизни Ленинграда — снимал работу на корабельных верфях, металлургических заводах города, строительство Волховской ГЭС.
П. С. Жуков умер 9 февраля 1942 года, в блокаду Ленинграда. Место захоронения неизвестно.

## Оценки

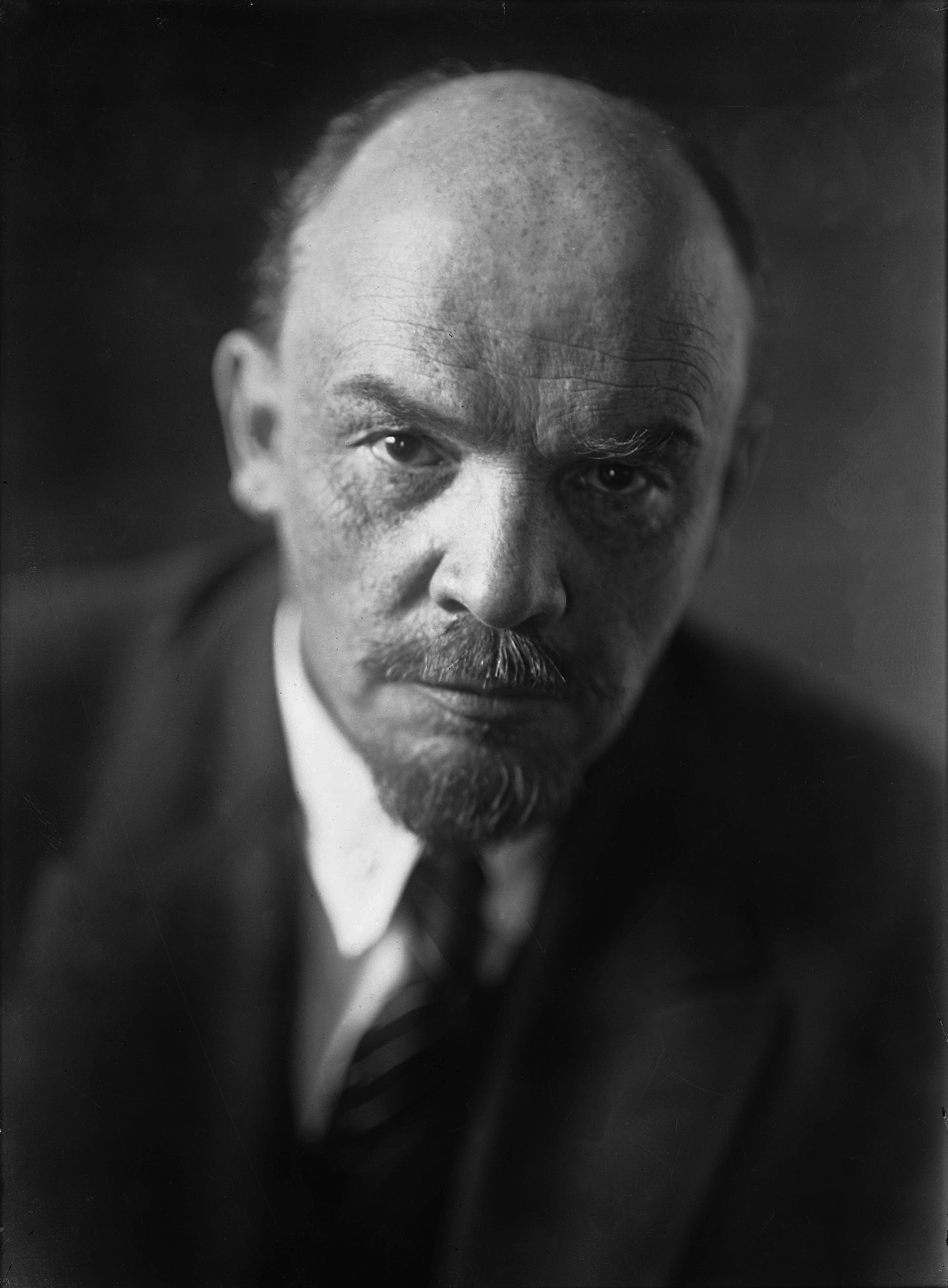
В. И. Ленин. Москва. 1920.
Фото П. Жукова

Указывая Павла Жукова в числе оставшихся в истории имён фотографов Октябрьской революции и Гражданской войны, таких, как Пётр Оцуп, Виктор Булла, Пётр Новицкий, Лев Леонидов, Алексей Савельев и других представителей «традиционной регистрирующей фотографии, для которой документальность и беспристрастность превыше всего», историк фотографии Валерий Вальран отмечает, что «на его портретах, выполненных в пикториальной манере, вожди революции выглядят умными, интеллигентными, а иногда и романтичными». Выполненный Жуковым в 1920 году фотопортрет Ленина историк называет «одним из лучших студийных портретов ленинианы».

## Наследие
Перед войной фотограф передал большую часть своих негативов в Ленинградский государственный архив кинофотофонодокументов.
Объектив от фотоаппарата, которым 19 июля 1920 года П. С. Жуков снимал Ленина на Марсовом поле в Петрограде, был передан наследниками фотографа в Ленинградский филиал Центрального музея В. И. Ленина.
Архив П. С. Жукова, хранившийся в его доме на Невском проспекте, 18, был уничтожен в годы войны прямым попаданием в квартиру снаряда.
Сохранившиеся работы П. С. Жукова воспроизводятся в альбомах, посвящённых истории и культуре Петербурга и Москвы, выполненные им фотопортреты деятелей искусства и политики используются для иллюстрирования учебников.

## Личная жизнь
Супруга — Анна Ефимовна Жукова.

## Комментарии
1. ↑  По др. свед., в 1904 году[7].
2. ↑  По др. свед., в 1905 году[8].